# Mlazice
Mlazice jsou jednou ze základních sídelních jednotek Mělníku. Stojí zde železniční zastávka na trati Mělník–Litoměřice. Dále je zde areál loděnic a přístavu. Nachází se zde vinařská a vinohradnická firma, jejímž majitelem je vnuk Viléma Krause.
V minulosti se zde těžil – stejně jako i v navazujících Vehlovicích – pískovcový materiál dále je zde uváděn dle Ottovy encyklopedie mlýn, cihelna, košikářství.
Sídlila zde firma Liberta, vyrábějící kočárky.

## Osobnosti
- Narodil se zde Josef Auštěcký (1827–1871), učitel, redaktor odborného tisku, autor učebnic a překladatel.[2]
- V obci dožila operetní hvězda Mařenka Zieglerová, která zde vlastnila vilu Alba. (Zemřela v Mělníku.)[3]